# Orangea revolutionen

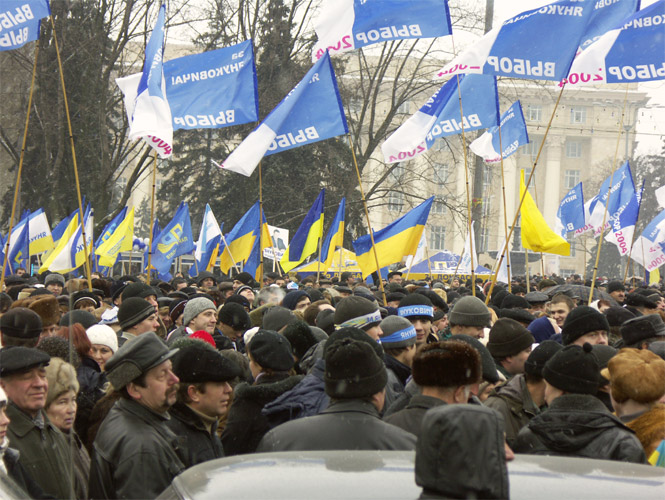
Demonstrationer i Donetsk till stöd för Viktor Janukovytj efter presidentvalet 2004.

Den orangea revolutionen (ukrainska: Помаранчева революція, Pomarantjeva revoljutsija) var en serie demonstrationer och politiska händelser som ägde rum mellan november 2004 och januari 2005 i Ukraina som ett direkt efterspel till de ukrainska presidentvalen. Det är den största så kallade färgrevolution som ägt rum. Andra är Rosenrevolutionen i Georgien och Tulpanrevolutionen i Kirgizistan.

## Förlopp
I valets andra omgång hade Viktor Janukovytj utropats till president efter att han besegrat oppositionsledaren Viktor Jusjtjenko. Valresultatet betraktades som ogiltigt, både av flera ukrainska myndigheter samt av bland andra EU och USA.
USA och EU gav stöd till Viktor Jusjtjenko och hans anhängare då de ansåg att valet var riggat till Viktor Janukovytjs fördel. Viktor Janukovytj och hans anhängare ansåg å sin sida att den verkliga orsaken till att många länder i väst var fientligt inställda till honom var att de ville omkullkasta valresultatet och installera en västorienterad regim, och därmed bryta den tidigare kopplingen till Ryssland. Detta bidrog till att det i städer i norra och västra Ukraina, främst i huvudstaden Kiev, inleddes protester av anhängare av valalliansen "Vårt Ukraina - Folkets självförvarsblock", med krav på omval. De ville se ett regimskifte från dem som styrt landet sedan Sovjetunionens sammanbrott 1991 och krävde ökad demokrati och frihet samt större oberoende från Ryssland. 
I de östra och södra delarna av landet hade Janukovitj stöd av befolkningen, som där anordnade motdemonstrationer till förmån för Janukovitj. Han fick 96 procent av rösterna i Donetsk-regionen och där var valdeltagandet i andra valomgången 96 procent.  Guvernören i den östliga Donetsk-regionen, Anatolij Bleznok, hotade med att utlysta en folkomröstning för göra regionen till republik (Sydöstra ukrainska autonoma republiken(en)) och därmed få ökat självstyre. Ukrainska säkerhetstjänsten inledde en brottsutredning med anledning av kraven på självstyre i Donetsk och de andra delar av sydöstra Ukraina som stödde Janukovitj. Efter utdragna demonstrationer genomfördes omval den 26 december där Jusjtjenko fick 52 % av rösterna. Jusjtjenko blev landets president den 23 januari 2005.
Den orangea revolutionen var egentligen ingen revolution i form av en snabb samhällsförändring med en fullständig omdaning av landets politiska, ekonomiska och sociala system. En viktig – om inte den viktigaste – skiljelinjen i ukrainsk politik går mellan de östra och västra delarna av landet. I de ryskspråkiga områdena i öster är de ryskvänliga grupperna starka. De västvänliga och nationalistiska grupperna är starka i det ukrainskspråkiga väst. Det finns även en religionsdimension i och med att östra Ukraina främst är ortodoxt, medan västra Ukraina främst är uniatiskt (grekisk-katolskt). De två grupperna var då i stort sett lika stora.
De ryskvänliga grupperna hade sedan självständigheten 1991 haft ett litet politiskt övertag; detta svängde i presidentvalet 2004 så att istället de västvänliga och nationalistiska grupperna fick ett litet övertag. Denna balans har sedan 2004 svängt fram och tillbaka och ger ständigt upphov till politiska kriser i landet.
I presidentvalet 2010 vann Viktor Janukovytj, vilket fick många av Jusjtjenkos anhängare att i retrospektiv betrakta den orangea revolutionen som meningslös. De politiska omvälvningarna fick dock sin fortsättning i Euromajdan-händelserna 2013–2014.